# Königin-Luise-Gedächtniskirche (Berlin)

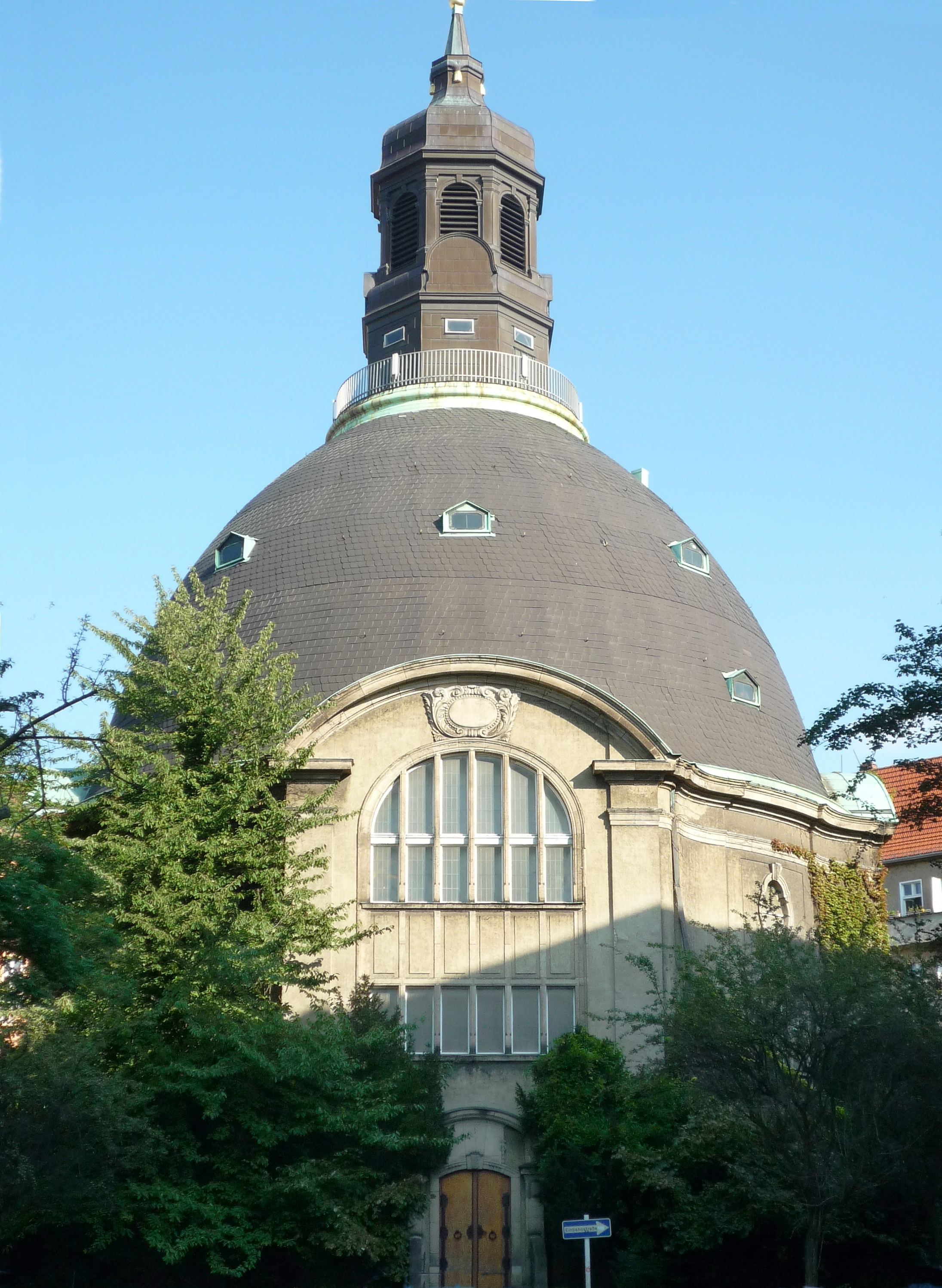
Königin-Luise-Gedächtniskirche

Die Königin-Luise-Gedächtniskirche ist der einzige bedeutende evangelische Kirchenbau auf der „Roten Insel“, einem Kiez im Berliner Ortsteil Schöneberg. Es handelt sich um einen Zentralbau im Stil des Neobarocks.

## Lage
Die Kirche steht auf dem Gustav-Müller-Platz, der – bis auf den kleinen Leuthener Platz – auch der einzige (im engeren städtebaulichen Sinne) tatsächliche Platz auf der „Roten Insel“ ist, die vollständig von Eisenbahntrassen umgeben ist, woher die Bezeichnung „Insel“ rührt.
Mit seiner markanten Kuppel prägt der Kirchenbau das Bild des gesamten Bauensembles. Diese Kuppel ist auch der Grund dafür, dass die Kirche im Berliner Volksmund als „Käseglocke“ bezeichnet wird.

## Baugeschichte
Die evangelische Kirchengemeinde Schöneberg erwarb 1904 das Grundstück von der Bahnhof Schöneberg Boden-Gesellschaft mbH zum Preis von 65.000 Mark (kaufkraftbereinigt in heutiger Währung: rund 527.000 Euro).
Im Mai 1908 wurde ein Architektenwettbewerb „für eine Kirche auf dem Gustav-Müller-Platz“ mit Frist zum 15. August 1908 ausgelobt, zu dem 168 Entwürfe eingingen, von denen drei prämiert und drei weitere angekauft wurden. Da jedoch zunächst keiner dieser Entwürfe akzeptiert wurde, wurde noch ein weiterer „engerer Wettbewerb“ initiiert, an dem fünf namentlich eingeladene Architekten beteiligt waren.
Die vom Friedenauer Architekten Fritz Berger projektierte Saalkirche entschied letztlich diese zweite Wettbewerbsstufe für sich. Der Grundstein wurde am 23. Dezember 1910 gelegt. Der Entwurf orientierte sich an zwei bedeutenden Rundkirchen von Berlin: der Bethlehemskirche und der Dreifaltigkeitskirche. Nach 15-monatiger Bauzeit wurde die Kirche am 10. März 1912 eingeweiht.

## Name
Die Grundsteinlegung geschah im 100. Todesjahr, die Einweihung am 136. Geburtstag der Königin Luise von Preußen, der zu Ehren die Kirche ihren Namen erhielt. Die Namensgebung war zeitgenössischen Quellen zufolge in den ersten Jahren der neuen Kirchengemeinde unter deren Mitgliedern umstritten. Das lag daran, dass sich in der Gemeinde zwei Parteien gegenüberstanden: eine positiv genannte, die eher konservativ und kaisertreu ausgerichtet war, und eine liberale.
Dies entsprach der sozialen Struktur der „Roten Insel“ zur Kaiserzeit: Der Kiez war einerseits Standort einer preußischen Armeeeinheit, auf der anderen Seite sympathisierte ein großer Teil der Bevölkerung offen mit der Sozialdemokratie. Dass letztere die stärkere Gruppe war, zeigt sich auch heute noch an dem volkstümlichen Namen „Rote Insel“.
Heute steht die Königin-Luise-Gedächtniskirche unter Denkmalschutz. Sie ist die Hauptpredigtstätte der Evangelischen Königin-Luise-und-Silas-Kirchengemeinde, die evangelisch-lutherisch geprägt ist. Gottesdienste finden jeden ersten bis dritten Sonntag statt. Ergänzt wird das gemeindliche Angebot durch viele Aktivitäten im Bereich der Kinder-, Jugend-, Erwachsenen- und Seniorenarbeit. Das Gemeindehaus und die Küsterei befinden sich in der Leberstraße 7.

## Kirchengebäude
Als Grundriss wurde ein Oktogon gewählt. Über dem eher schlichten, in Kalkstein ausgeführten Haupteingang befindet sich ein großes mehrteiliges Rundbogenfenster mit leichter Bleiverglasung, das viel Tageslicht in den Kirchenhauptraum eintreten lässt. Der Altarbereich mit einem modernen Altartisch auf Edelstahlfuß steht leicht erhöht auf einem Podium. Ein einfaches mannshohes Holzkreuz steht vor einer weißen schmucklosen Wand. Eine Reihe Pfeifen einer kleinen Orgel ist am oberen Rand der Wand zu sehen. Dieser Altarbereich wurde im Jahr 1979 von dem Berliner Künstler Volkmar Haase neu gestaltet.
In der zweiten Hälfte der 1920er Jahre erfolgte eine aufwendige Ausmalung des Kircheninnern. Der Künstler Hermann Sandkuhl wählte für seine 1928 fertiggestellten, mit Kaseinfarben ausgeführten Arbeiten, in deren Zentrum Szenen aus dem Leben Christi standen, eine von der Tradition abweichende Darstellung von Jesus als Repräsentanten des einfachen Volkes, dem vor allem Werktätige zuhören und zulaufen. Die von Beobachtern als modern verstandene Auffassung eines sozialen Christentums war ein offensichtlicher Versuch, eine Beziehung zwischen den Motiven und der Lebenswelt der Gläubigen aus dem Arbeitermilieu in diesem Teil Schönebergs herzustellen. Die dreiteilige Ausmalung bestand aus vier großen Wandbildern an den Eckwänden (Geburt, Jesus als Lehrer, Jesus als Prediger, Kreuzigung), vier kleineren Gruppenbildern im Kuppelansatz darüber (Taufe, Konfirmation, Trauung, Abendmahl) und 16 betenden Gestalten in der Kuppel selbst, hinter denen eine an die Schöneberger Umgebung gemahnende Stadtsilhouette zu sehen war. Die Wandbilder wurden bei einer 1962 erfolgten ersten Renovierung des Innenraums der Kirche überstrichen. Die roten Dachziegel der Kuppel wurden in den frühen 1970er Jahren durch Schindeln aus Faserzement ersetzt.
Im Kirchenraum finden bis zu 750 Personen Platz.